# Prince of Darkness (album)
Prince of Darkness  er et opsamlingsalbum med Alice Cooper. Albummet indeholder ikke nyt materiale.

## Spor
1. "Prince of Darkness"
2. "Roses on White Lace"
3. "Teenage Frankenstein"
4. "He's Back (The Man Behind The Mask)"
5. "Billion Dollar Babies" (Live)
6. "Lock Me Up"
7. "Simple Disobedience"
8. "Thrill My Gorilla"
9. "Life and Death of the Party"
10. "Freedom"